# دان هک
دونالد ال. «دان» هک (انگلیسی: Don Heck؛ ۲ ژانویهٔ ۱۹۲۹ - ۲۳ فوریهٔ ۱۹۹۵) یک قلم‌زن و هنرمند آمریکایی بود.
وی بیشتر به خاطر همکاریش با مارول کامیکس بخصوص در خلق انتقام‌جویان و مرد آهنی شناخته می‌شود.